# Jordy Caicedo
Jordy Josué Caicedo Medina (Machala, 18 novembre 1997) è un calciatore ecuadoriano, centrocampista dello Sporting Gijón, in prestito dall'Atlas, e della nazionale ecuadoriana.

## Caratteristiche tecniche
È un centrocampista offensivo.

## Carriera

### Nazionale
Con la nazionale Under-20 ecuadoriana ha preso parte al campionato sudamericano 2017 ed al Mondiale 2017.
Esordisce in nazionale maggiore il 4 giugno 2021 in occasione della partita di qualificazioni ai Mondiali 2022 persa 2-0 contro il Brasile. Il 24 marzo dell'anno successivo sigla la sua prima rete, nella sconfitta per 3-1 contro il Paraguay.

## Statistiche

### Presenze e reti nei club
Statistiche aggiornate al 19 maggio 2024.
| Stagione           | Squadra              | Campionato         | Campionato | Campionato | Coppe nazionali | Coppe nazionali | Coppe nazionali | Coppe continentali | Coppe continentali | Coppe continentali | Altre coppe | Altre coppe | Altre coppe | Totale | Totale |
| Stagione           | Squadra              | Comp               | Pres       | Reti       | Comp            | Pres            | Reti            | Comp               | Pres               | Reti               | Comp        | Pres        | Reti        | Pres   | Reti   |
| ------------------ | -------------------- | ------------------ | ---------- | ---------- | --------------- | --------------- | --------------- | ------------------ | ------------------ | ------------------ | ----------- | ----------- | ----------- | ------ | ------ |
| 2015               | Universidad Católica | A                  | 4          | 0          | CE              | 0               | 0               | -                  | -                  | -                  | -           | -           | -           | 4      | 0      |
| 2016               | Universidad Católica | A                  | 11         | 2          | CE              | 0               | 0               | CS                 | 2                  | 0                  | -           | -           | -           | 13     | 2      |
| 2017               | Universidad Católica | A                  | 25         | 3          | CE              | 0               | 0               | CS                 | 3                  | 1                  | -           | -           | -           | 28     | 4      |
| 2018               | Universidad Católica | A                  | 14         | 0          | CE              | 0               | 0               | -                  | -                  | -                  | -           | -           | -           | 14     | 0      |
| Totale U. Catolica | Totale U. Catolica   | Totale U. Catolica | 54         | 5          |                 | 0               | 0               |                    | 5                  | 1                  |             | -           | -           | 59     | 6      |
| 2019               | El Nacional          | A                  | 13         | 7          | CE              | 3               | 1               | -                  | -                  | -                  | -           | -           | -           | 16     | 8      |
| 2019               | Vitória              | B                  | 21         | 6          | CB              | 0               | 0               | -                  | -                  | -                  | -           | -           | -           | 21     | 6      |
| 2020               | Vitória              | B                  | 21         | 1          | CB              | 1               | 1               | -                  | -                  | -                  | CdN         | 2           | 1           | 24     | 3      |
| Totale Vitoria     | Totale Vitoria       | Totale Vitoria     | 42         | 7          |                 | 1               | 1               |                    | -                  | -                  |             | 2           | 1           | 45     | 9      |
| feb.-mag. 2021     | CSKA Sofia           | PFL                | 14         | 7          | CB              | 5               | 3               | -                  | -                  | -                  | -           | -           | -           | 19     | 10     |
| 2021-2022          | CSKA Sofia           | PFL                | 28         | 16         | CB              | 6               | 5               | UECL               | 11                 | 1                  | SB          | 1           | 0           | 46     | 22     |
| Totale CSKA Sofia  | Totale CSKA Sofia    | Totale CSKA Sofia  | 42         | 23         |                 | 11              | 8               |                    | 11                 | 1                  |             | 1           | 0           | 65     | 32     |
| 2022-gen. 2023     | Tigres UANL          | PD                 | 16         | 1          | -               | -               | -               | -                  | -                  | -                  | -           | -           | -           | 16     | 1      |
| gen.-giu. 2023     | Sivasspor            | SL                 | 14         | 3          | TK              | 1               | 0               | UECL               | 2                  | 0                  | -           | -           | -           | 17     | 3      |
| 2023-2024          | Atlas                | PD                 | 25         | 5          | -               | -               | -               | -                  | -                  | -                  | LC          | 3           | 2           | 28     | 7      |
| Totale carriera    | Totale carriera      | Totale carriera    | 206        | 51         |                 | 16              | 10              |                    | 18                 | 2                  |             | 6           | 3           | 246    | 66     |

### Cronologia presenze e reti in nazionale
| Cronologia completa delle presenze e delle reti in nazionale ― Ecuador | Cronologia completa delle presenze e delle reti in nazionale ― Ecuador | Cronologia completa delle presenze e delle reti in nazionale ― Ecuador | Cronologia completa delle presenze e delle reti in nazionale ― Ecuador | Cronologia completa delle presenze e delle reti in nazionale ― Ecuador | Cronologia completa delle presenze e delle reti in nazionale ― Ecuador | Cronologia completa delle presenze e delle reti in nazionale ― Ecuador | Cronologia completa delle presenze e delle reti in nazionale ― Ecuador |
| Data                                                                   | Città                                                                  | In casa                                                                | Risultato                                                              | Ospiti                                                                 | Competizione                                                           | Reti                                                                   | Note                                                                   |
| ---------------------------------------------------------------------- | ---------------------------------------------------------------------- | ---------------------------------------------------------------------- | ---------------------------------------------------------------------- | ---------------------------------------------------------------------- | ---------------------------------------------------------------------- | ---------------------------------------------------------------------- | ---------------------------------------------------------------------- |
| 4-6-2021                                                               | Porto Alegre                                                           | Brasile                                                                | 2 – 0                                                                  | Ecuador                                                                | Qual. Mondiali 2022                                                    | -                                                                      | 76’                                                                    |
| 7-6-2021                                                               | Quito                                                                  | Ecuador                                                                | 1 – 2                                                                  | Perù                                                                   | Qual. Mondiali 2022                                                    | -                                                                      | 45’                                                                    |
| 13-6-2021                                                              | Cuiabá                                                                 | Colombia                                                               | 1 – 0                                                                  | Ecuador                                                                | Coppa America 2021 - 1º turno                                          | -                                                                      | 69’                                                                    |
| 22-6-2021                                                              | Goianésia                                                              | Ecuador                                                                | 2 – 2                                                                  | Perù                                                                   | Coppa America 2021 - 1º turno                                          | -                                                                      | 82’                                                                    |
| 11-11-2021                                                             | Quito                                                                  | Ecuador                                                                | 0 – 0                                                                  | Venezuela                                                              | Qual. Mondiali 2022                                                    | -                                                                      | 64’                                                                    |
| 2-2-2022                                                               | Lima                                                                   | Perù                                                                   | 1 – 1                                                                  | Ecuador                                                                | Qual. Mondiali 2022                                                    | -                                                                      | 81’                                                                    |
| 24-3-2022                                                              | Ciudad del Este                                                        | Paraguay                                                               | 3 – 1                                                                  | Ecuador                                                                | Qual. Mondiali 2022                                                    | 1                                                                      | 76’                                                                    |
| 29-3-2022                                                              | Guayaquil                                                              | Ecuador                                                                | 1 – 1                                                                  | Argentina                                                              | Qual. Mondiali 2022                                                    | -                                                                      | 82’                                                                    |
| 6-6-2022                                                               | Chicago                                                                | Messico                                                                | 0 – 0                                                                  | Ecuador                                                                | Amichevole                                                             | -                                                                      | 68’                                                                    |
| 12-6-2022                                                              | Fort Lauderdale                                                        | Ecuador                                                                | 1 – 0                                                                  | Capo Verde                                                             | Amichevole                                                             | 1                                                                      | 61’                                                                    |
| 12-10-2023                                                             | La Paz                                                                 | Bolivia                                                                | 1 – 2                                                                  | Ecuador                                                                | Qual. Mondiali 2026                                                    | -                                                                      | 56’                                                                    |
| 17-10-2023                                                             | Quito                                                                  | Ecuador                                                                | 0 – 0                                                                  | Colombia                                                               | Qual. Mondiali 2026                                                    | -                                                                      | 88’                                                                    |
| 21-3-2024                                                              | Harrison                                                               | Ecuador                                                                | 2 – 0                                                                  | Guatemala                                                              | Amichevole                                                             | -                                                                      | 78’                                                                    |
| 12-6-2024                                                              | Chester                                                                | Ecuador                                                                | 3 – 1                                                                  | Bolivia                                                                | Amichevole                                                             | 1                                                                      | 62’                                                                    |
| 22-6-2024                                                              | Santa Clara                                                            | Ecuador                                                                | 1 – 2                                                                  | Venezuela                                                              | Coppa America 2024 - 1º turno                                          | -                                                                      | 79’                                                                    |
| 26-6-2024                                                              | Paradise                                                               | Ecuador                                                                | 3 – 1                                                                  | Giamaica                                                               | Coppa America 2024 - 1º turno                                          | -                                                                      | 88’                                                                    |
| 4-7-2024                                                               | Houston                                                                | Argentina                                                              | 1 – 1 (4 – 2 dtr)                                                      | Ecuador                                                                | Coppa America 2024 - Quarti di finale                                  | -                                                                      | 87’                                                                    |
| Totale                                                                 |                                                                        | Presenze                                                               | 17                                                                     |                                                                        | Reti                                                                   | 3                                                                      |                                                                        |

## Palmarès

### Club

#### Competizioni nazionali
- Coppa di Bulgaria: 1

CSKA Sofia: 2020-2021